# Polina Vladimirovna Gelman
Polina Vladimirovna Gelman (in russo Поли́на Влади́мировна Ге́льман?; Berdyčiv, 24 ottobre 1919 – Mosca, 29 novembre 2005) è stata un'aviatrice russa, decorata come eroe dell'Unione Sovietica.

## Biografia
Polina Vladimirovna Gelman è nata in una famiglia ebrea della classe operaia nella città ucraina di Berdyčiv nel 1919. Riuscì ad arruolarsi nell'esercito sovietico nell'ottobre del 1941 dopo vari tentativi e dopo aver già partecipato a corsi per l'uso delle armi. Seguì un corso di addestramento al volo e venne aggregata al 588º Reggimento bombardamento notturno composto da personale femminile. La sua bassa statura le impedì di ottenere la qualifica di pilota ma divenne navigatrice e, durante il conflitto, partecipò a numerose missioni contro le truppe di invasione tedesche. Si distinse in particolare quando salvò la vita all'equipaggio di un aereo costretto a un atterraggio di emergenza mantenendo lontana la fanteria tedesca utilizzando la mitragliatrice di bordo e permettendo così il giorno successivo il decollo malgrado i danni subiti dal velivolo. Ha concluso a Berlino il suo servizio militare nella seconda guerra mondiale.
La Gelman prima della fine della guerra completò 860 missioni e nel 1946 ricevette per questo l'onorificenza di Eroe dell'Unione Sovietica.
Morì nel 2005 e riposa nel Cimitero di Novodevičij.

## Onorificenze
- Ordine di Lenin
- Ordine della Bandiera rossa
- Ordine della Guerra patriottica
- Ordine della Stella rossa
- Medaglia per la vittoria sulla Germania nella grande guerra patriottica 1941-1945